# Albert Neukirch
Albert Franz Ludwig Neukirch (* 7. Januar 1884 in Holzminden; † 10. Oktober 1963 in Celle) war ein deutscher Historiker und Museumsdirektor. Er leitete von 1923 bis 1949 das Bomann-Museum in Celle.

## Leben
Albert Neukirch wurde 1884 als Sohn des Gymnasiallehrers Franz Neukirch und dessen Frau Dora, geb. Fricke, in Holzminden im Herzogtum Braunschweig geboren. Er besuchte von 1893 bis 1903 das dortige Gymnasium und studierte anschließend in Jena und Göttingen mittlere und neuere Geschichte, Philosophie, Kunstgeschichte und Germanistik. Er wurde Mitglied des Philologisch-Historischen Vereins Jena im Naumburger Kartellverband. Neukirch nahm in Göttingen zwei Jahre lang an den kunstgeschichtlichen Lehrveranstaltungen von Robert Vischer teil und war zeitweise dessen Assistent an der universitären Gemälde- und Kupferstichsammlung. Er wurde im Juni 1908 bei Karl Brandi mit einer Arbeit über den Niedersächsischen Kreis und die Kreisverfassung bis 1542 promoviert. Im Dezember 1909 folgte die Prüfung für das höhere Schulamt in Geschichte und Philosophie.
Im Sommer 1910 begann Neukirch eine Ausbildung im Museumsfach und war zunächst als Volontär im Kestner-Museum in Hannover tätig. Im Februar 1912 wurde er von Gründungsdirektor Wilhelm Bomann an das Vaterländische Museum in Celle, seit 1928 Bomann-Museum, berufen. Er nahm als Landwehr-Infanterist am Ersten Weltkrieg in Russland und an der Westfront teil. Nach Kriegsende wurde Neukirch im März 1919 als Direktorialassistent am Vaterländischen Museum fest angestellt. Durch einen Vertrag mit der Stadt Celle und dem Museumsverein vom 14. Juli 1923 wurde er zum Direktor des Museums bestellt, das er bis zum 31. März 1949 leitete. Neukirch baute die Museumsbibliothek planmäßig aus, mit deren erster Systematisierung er bereits 1912 begonnen hatte. Mit regelmäßigen Kunstausstellungen setzte er neue Akzente. In der Zeit des Nationalsozialismus passte sich das Museum der NS-Ideologie an und bekundete, im Kern schon immer vergleichbare Ziele verfolgt zu haben, etwa bei der Glorifizierung eines bodenständigen Bauerntums. Den Zweiten Weltkrieg überstand das Museum trotz zeitweiliger Auslagerung und Plünderung ohne größere Verluste.
Der Schwerpunkt des wissenschaftlichen Gesamtwerks Neukirchs liegt in der Kultur- und Sozialgeschichte des 16. Jahrhunderts. Sein 1939 erschienenes Hauptwerk, die aus dem Rahmen der Renaissanceschlösser Niedersachsens herausgewachsene Adelskultur der Renaissance, wird im Nachruf Georg Schnaths als „ein Meisterwerk von großartiger Brillanz“ gewürdigt. Kleinere Publikationen behandeln die Geschichte des Weserberglandes und der Heide sowie die Renaissance in Hameln.
Albert Neukirch war seit 1910 Mitglied, seit 1953 Ehrenmitglied, des Historischen Vereins für Niedersachsen und seit 1919 Mitglied der Historischen Kommission. Er starb im Oktober 1963 im Alter von 79 Jahren in Celle. Seine Witwe Käthe Neukirch überließ seinen Nachlass 1970 dem Hauptstaatsarchiv Hannover.

## Schriften (Auswahl)
- Der niedersächsische Kreis und die Kreisverfassung bis 1542. M. Heinsius Nachfolger, Leipzig 1909 (Zugleich: Göttingen, Universität, Dissertation).
- Kloster Wienhausen. 1927.
- Kleine Chronik der Stadt Celle. Schweiger & Picke, Celle 1931.
- Niedersächsische Adelskultur der Renaissance. In: Renaissanceschlösser Niedersachsens. Hannover 1939.
- Hamelner Renaissance: Vom Schicksal einer niedersächsischen Stadtkultur. Seifert, Hameln 1950.